# The Charlatans
The Charlatans («Чарлатанз»)  — британська рок-група, що виникла на хвилі медчестеру та потім продовжила успіх у рамках брит-попа. До 2008 року групою випущено 10 студійних альбомів, з яких три займали 1-е місце в британському хіт-параді. Альбом «You Crossed My Path» був офіційно доступний для безкоштовного скачування із сайту XFM [Архівовано 18 серпня 2008 у Wayback Machine.].

## Дискографія
- «Some Friendly» (1990)
- «Between 10th and 11th» (1992)
- «Up to Our Hips» (1994)
- «The Charlatans» (1995)
- «Tellin' Stories» (1997)
- «Us and Us Only» (1999)
- «Wonderland» (2001)
- «Up at the Lake» (2004)
- «Simpatico» (2006)
- «You Cross My Path» (2008)
- «Who We Touch» (2010)